# Liste der Orte im Landkreis Biberach
Die Liste der Orte im Landkreis Biberach listet die geographisch getrennten Orte (Ortsteile, Stadtteile, Dörfer, Weiler, Höfe, (Einzel-)Häuser) im Landkreis Biberach auf.

## Systematische Liste
Alphabet der Städte und Gemeinden mit den zugehörigen Orten.
| - Achstetten mit den Gemeindeteilen Achstetten, Bronnen, Oberholzheim und Stetten. - Zu Achstetten das Dorf Achstetten, der Weiler Mönchhöfe und die Häuser Bahnhof Rißtissen-Achstetten. - Zu Bronnen das Dorf Bronnen. - Zu Oberholzheim das Dorf Oberholzheim, der Ortsteil Unterholzheim und das Gehöft Holzmühle. - Zu Stetten das Dorf Stetten. - Alleshausen mit dem Dorf Alleshausen und dem Weiler Brasenberg. - Allmannsweiler mit dem Dorf Allmannsweiler. - Altheim mit den Gemeindeteilen Altheim, Heiligkreuztal und Waldhausen. - Zu Altheim das Dorf Altheim. - Zu Heiligkreuztal das Dorf Heiligkreuztal und die Staatsdomäne Dollhof. - Zu Waldhausen das Dorf Waldhausen. - Attenweiler mit den Gemeindeteilen Attenweiler, Oggelsbeuren und Rupertshofen. - Zu Attenweiler das Dorf Attenweiler und die Weiler Gutershofen, Hausen ob Rusenberg, Rusenberg und Schammach. - Zu Oggelsbeuren das Dorf Oggelsbeuren, die Weiler Aigendorf, Ellighofen und Willenhofen und das Haus Riedenhof. - Zu Rupertshofen das Dorf Rupertshofen und das Gehöft Vogelhof. - Bad Buchau mit den Stadtteilen Bad Buchau und Kappel. - Zu Bad Buchau die Stadt Bad Buchau und das Gehöft Henauhof. - Zu Kappel das Dorf Kappel, die Höfe Bruckhof und Ottobeurer Hof und das Haus Hausee. - Bad Schussenried mit den Stadtteilen Bad Schussenried, Otterswang, Reichenbach und Steinhausen. - Zu Bad Schussenried die Stadt Bad Schussenried, die Weiler Aichbühl, Am Schorren, Dunzenhausen, Enzisweiler, Kleinwinnaden, Kürnbach, Lauhaus, Lufthütte, Olzreute, Roppertsweiler, St. Martin, Schussenrieder Sägmühle, Sennhof, Weihersägmühle und Zeller Hof und die Häuser Bahnhof Schussenried, Hüttenwerk Wilhelmshütte, „Krankenhaus, Altersheim und Sanatorium“ (mit Bad Schussenried baulich verbunden). - Zu Otterswang das Dorf Otterswang, die Weiler Atzenberg, Burg, Fünfhäuser, Hopferbach und Laimbach und das Gehöft Schwaigfurt. - Zu Reichenbach das Dorf Reichenbach, der Weiler Sattenbeuren und die Häuser Torfwerk. - Zu Steinhausen das Dorf Steinhausen und der Weiler Schienenhof. - Berkheim mit dem Dorf Berkheim, dem Weiler und Kloster Bonlanden, den Weilern Eichenberg und Illerbachen und den Höfen Grabenmühle, Illerbacher Mühle und Schelleneigen. - Betzenweiler mit dem Dorf Betzenweiler, dem Weiler Bischmannshausen und den Höfen Neuhaus und Wolfahrtsmühle. - Biberach an der Riß mit den Stadtteilen Biberach an der Riß, Mettenberg, Ringschnait, Rißegg und Stafflangen. - Zu Biberach an der Riß die Stadt Biberach an der Riß, die Orte Bachlangen, Bergerhausen, Birkendorf, Pumpwerk Rissgruppe, die Weiler Burren, Hagenbuch und Reichenbach bei Biberach und die Häuser Äußere Birkenharder Straße, Jordanbad, Mumpfental und Wolfentalmühle. - Zu Mettenberg das Dorf Mettenberg und die Höfe Hochstetter Hof und Königshofen. - Zu Ringschnait das Dorf Ringschnait, die Weiler Bronnen, Schlottertal und Winterreute, das Gehöft Ziegelhütte und die Häuser Stockland. - Zu Rißegg das Dorf Rißegg, der Weiler Rindenmoos und die Häuser Halde. - Zu Stafflangen das Dorf Stafflangen, die Weiler Eggelsbach, Eichen, Hofen und Streitberg, die Höfe Aichmühle, Maierhof und Mösmühle. - Burgrieden mit den Gemeindeteilen Bühl, Burgrieden und Rot. - Zu Bühl das Dorf Bühl. - Zu Burgrieden das Dorf Burgrieden und die Weiler Bürghöfe und Hochstetten. - Zu Rot das Dorf Rot. - Dettingen an der Iller mit den Dörfern Oberdettingen und Unterdettingen, den Weilern Buchau, Hammerschmiede und Kleinkellmünz, den Höfen Bleiche, Geiwitz, Herrenmühle und Venusmühle und den Häusern Illerwerk IV Unterdettingen. - Dürmentingen mit den Gemeindeteilen Burgau, Dürmentingen, Hailtingen und Heudorf am Bussen. - Zu Burgau das Dorf Burgau (bildet mit dem Weiler Burgau eine geschlossene Siedlung). - Zu Dürmentingen das Dorf Dürmentingen, der Weiler Burgau (bildet mit dem Dorf Burgau eine geschlossene Siedlung) und das Gehöft Fasanenhof. - Zu Hailtingen das Dorf Hailtingen. - Zu Heudorf das Dorf Heudorf. - Dürnau mit dem Dorf Dürnau. - Eberhardzell mit den Gemeindeteilen Eberhardzell, Füramoos, Mühlhausen und Oberessendorf. - Zu Eberhardzell das Dorf Eberhardzell, die Weiler Allgaierhof, Awengen, Boflitz, Dietenwengen, Göritz, Guntarz, Hedelberg, Kappel, Krummen, Längenmoos, Märbottenweiler, Oberhornstolz, Ritzenweiler und Weiler, das Schloss Heinrichsburg, die Höfe Bestlishof, Braunenmoos, Evahof, Joses, Klotzenhof, Rollis, Simis, Sonnenhof, Stephan, Straub, Unterhornstolz, Wächter, Waibel und Ziegelhütte und das Haus Voggen. - Zu Füramoos das Dorf Füramoos, die Höfe Altbellamont, Altmessner, Knöbel, Neumäder, Simmers, Süßer Winkel, Weiten und Zeller Tal und das Haus Weiherhaus. - Zu Mühlhausen das Dorf Mühlhausen, die Weiler Ampfelbronn, Aspach, Buch, Ergatsweiler, Hummertsried, Huts, Klingelrain, die Höfe Beckenbauren, Menisrain, Meßmers, Peter, Schneiderbauer (Hummertsried), Schneiderbauer (Mühlhausen), Wäscherhaus, Weiherhaus und Zeller und die Häuser Jörgen, Metzger und Schadhaus. - Zu Oberessendorf das Dorf Oberessendorf, die Weiler Hetzisweiler, Mittishaus und Wagenhalden, Weiler und Domäne Zuben, die Höfe Boppers, Geigers, Geiselmann, Haldenkiefer, Heines, Hubers, Krätis, Neuhauser, Schmidtonis, Schneiderbenes, Schneidermartin, Teuses und Venis und die Häuser Hebershaus und Maschinenfabrik. - Erlenmoos mit den Dörfern Erlenmoos, Edenbachen, Eichbühl und Oberstetten. - Erolzheim mit den Dörfern Erolzheim und Edelbeuren, dem Weiler Bechtenrot und dem Gehöft Dietbruckmühle (Herrenmühle). - Ertingen mit den Gemeindeteilen Binzwangen, Erisdorf und Ertingen. - Zu Binzwangen das Dorf Binzwangen und die Staatsdomäne Landauhof. - Zu Erisdorf das Dorf Erisdorf und das Gehöft Höllsäge. - Zu Ertingen das Dorf Ertingen, das Gehöft Riedmühle und das Haus Stiller Grund. - Gutenzell-Hürbel mit den Gemeindeteilen Gutenzell und Hürbel. - Zu Gutenzell das Dorf Gutenzell, die Weiler Bollsberg, Dissenhausen, Niedernzell und Weitenbühl und die Häuser Gottesackerkapelle und Hardtacker. - Zu Hürbel das Dorf Hürbel, die Weiler Allmethofen, Freyberg, Simmisweiler und Zillishausen, das Gehöft Mittelweiler und die Häuser Mahlmühle, Reinhard und Sägmühle. - Hochdorf mit den Gemeindeteilen Hochdorf, Schweinhausen und Unteressendorf. - Zu Hochdorf das Dorf Hochdorf (…). - Zu Schweinhausen das Dorf Schweinhausen, die Weiler Appendorf, Berg, Busenberg und Wettenberg, das Gehöft Hochgeländ und die Häuser Benzenhaus. - Zu Unteressendorf das Dorf Unteressendorf, der Weiler Scharben, die Höfe Venusberg und Weiherhäusle und die Häuser Linden. - Ingoldingen mit den Gemeindeteilen Grodt, Ingoldingen, Muttensweiler, Winterstettendorf und Winterstettenstadt. - Zu Grodt das Dorf Grodt. - Zu Ingoldingen das Dorf Ingoldingen, die Weiler Degernau und Voggenreute und die Höfe Bergbauer und Schiggenmühle. - Zu Muttensweiler das Dorf Muttensweiler, das Gehöft Birkhof und die Häuser Ziegelei. - Zu Winterstettendorf das Dorf Winterstettendorf, die Weiler Gensenweiler, Hagnaufurt, Hervetsweiler und Wattenweiler, das Gehöft Hinterweiler und die Häuser Wildes Ried. - Zu Winterstettenstadt das Dorf Winterstettenstadt und die Höfe Hirsches (Weiherhaus), Stadelhof und Steinenfurtmühle. - Kanzach mit dem Dorf Kanzach, dem Weiler Seelenhof, dem Gehöft Vollochhof (Obervolloch) und den Häusern Bahnhof Seelenwald und Vollochmühlen (Untervolloch). - Kirchberg an der Iller mit den Gemeindeteilen Kirchberg an der Iller und Sinningen. - Zu Kirchberg an der Iller das Dorf Kirchberg an der Iller, der Weiler Nordhofen und die Häuser Sägmühle und Ziegelhof. - Zu Sinningen das Dorf Sinningen und die Häuser Werte. - Kirchdorf an der Iller mit den Gemeindeteilen Kirchdorf an der Iller und Oberopfingen. - Zu Kirchdorf an der Iller die Dörfer Kirchdorf an der Iller und Unteropfingen und die Weiler Binnrot und Waldenhofen. - Zu Oberopfingen das Dorf Oberopfingen, der Weiler Rudeshof, die Höfe St. Angelus, St. Gallus und Wiesbauer und das Haus Schifferhaus. - Langenenslingen (flächengrößte Gemeinde des Kreises) mit den Gemeindeteilen Andelfingen, Billafingen, Dürrenwaldstetten, Egelfingen, Emerfeld, Friedingen, Ittenhausen, Langenenslingen, und Wilflingen. - Zu Andelfingen das Dorf Andelfingen die Sägemühle, Gebhardshof und der Dreilindenhof. - Zu Billafingen das Dorf Billafingen. - Zu Dürrenwaldstetten das Dorf Dürrenwaldstetten und die Staatsdomäne Ohnhülben. - Zu Egelfingen das Dorf Egelfingen. - Zu Emerfeld das Dorf Emerfeld und das Gehöft Warmtal. - Zu Friedingen das Dorf Friedingen. - Zu Ittenhausen das Dorf Ittenhausen, der Weiler Pistre (z. T. auch zu Hettingen, Landkreis Sigmaringen) und das Gehöft Ensmad. - Zu Langensenslingen das Dorf Langenenslingen und die Höfe Berghof, Österfeld, Bauernholz, Obere Mühle und Sandhof. - Zu Wilflingen das Dorf Wilflingen, der Weiler Enhofen und das Gehöft Eisighof. | - Laupheim mit den Stadtteilen Baustetten, Bihlafingen, Laupheim, Obersulmetingen und Untersulmetingen. - Zu Baustetten das Dorf Baustetten und das Gehöft Harthöfe. - Zu Bihlafingen das Dorf Bihlafingen und die Häuser Försterhaus (alt) und Försterhaus (neu). - Zu Laupheim die Stadt Laupheim, der Weiler Dürnachhof und die Häuser Großlaupheimer Mühle, Hammermühle, Hauptbahnhof Laupheim-West, Kleemeisterei, Neue Welt und Wendelinusgrube. - Zu Obersulmetingen das Dorf Obersulmetingen. - Zu Untersulmetingen das Dorf Untersulmetingen und die Weiler Niederkirch und Westerflach. - Maselheim mit den Gemeindeteilen Äpfingen, Laupertshausen, Maselheim und Sulmingen. - Zu Äpfingen das Dorf Äpfingen. - Zu Laupertshausen die Dörfer Laupertshausen und Ellmannsweiler, der Weiler Unterschnaitbach und die Höfe Mittelschnaitbach und Oberschnaitbach. - Zu Maselheim das Dorf Maselheim, der Ort Heggbacher Mühle, die Weiler Heggbach, Luxenweiler und Zum Stein, die Höfe Wilhelmshof und Ziegelhof und das Haus Zur Sägmühle. - Zu Sulmingen das Dorf Sulmingen. - Mietingen mit den Gemeindeteilen Baltringen, Mietingen und Walpertshofen. - Zu Baltringen das Dorf Baltringen. - Zu Mietingen das Dorf Mietingen und die Häuser Genossenschaftsmühle und Sägmühle. - Zu Walpertshofen das Dorf Walpertshofen. - Mittelbiberach mit den Gemeindeteilen Mittelbiberach und Reute. - Zu Mittelbiberach die Dörfer Mittelbiberach und Oberdorf, der Weiler Zweifelsberg, die Höfe Schönenbuch, Waldhofen und Ziegelhütte und die Häuser Dampfziegelhütte und Dautenmühle. - Zu Reute das Dorf Reute und der Weiler Geradsweiler. - Moosburg mit dem Dorf Moosburg und dem Weiler Brackenhofen. - Ochsenhausen mit den Stadtteilen Mittelbuch, Ochsenhausen und Reinstetten. - Zu Mittelbuch das Dorf Mittelbuch, der Weiler Bebenhaus und die Höfe Balthasar, Bekenjokels, Benedikt, Bennes, Bergweber, Decker, Dinser, Dreyer, Halders, Hessenschneider, Kaspar, Kleinser (Übeles), Kleinser (Weiherbauer), Kordes, Kramer, Kühmichel, Leichtles, Letenmann, Lochweber, Maxel, Maxhof, Mezger, Nägele, Neubauer, Oberbauer, Schmidtbauer, Schnellerhans, Schreiner, Schuhsimmes, Teichbauer, Übeles, Wachter, Weiherbauer, Weiherhaus, Weiße, Wolfes und Ziegelhütte. - Zu Ochsenhausen die Stadt Ochsenhausen, die Weiler Goldbach, Hattenburg, Längenmoos, St.-Anna-Hof und Ziegelstadel, die Höfe Rotöschle, Schulrainhof, Siechberghof und Talhof und die Häuser Ersing und Säue. - Zu Reinstetten die Dörfer Reinstetten und Laubach, die Weiler Eichen, Goppertshofen, Wasenburg und Wennedach, das Gehöft Sommershausen und das Haus Steinhauser. - Oggelshausen mit dem Dorf Oggelshausen und den Häusern Bahnstock und Fischerhaus. - Riedlingen mit den Stadtteilen Bechingen, Daugendorf, Grüningen, Neufra, Pflummern, Riedlingen, Zell und Zwiefaltendorf. - Zu Bechingen das Dorf Bechingen. - Zu Daugendorf das Dorf Daugendorf und das Gehöft Fischersmühle. - Zu Grüningen das Dorf Grüningen. - Zu Neufra das Dorf Neufra. - Zu Pflummern das Dorf Pflummern. - Zu Riedlingen die Stadt Riedlingen und die Höfe Eichenau, Vöhringer Hof und Zollhauser Mühle. - Zu Zell das Dorf Zell. - Zu Zwiefaltendorf das Dorf Zwiefaltendorf. - Rot an der Rot mit den Gemeindeteilen Ellwangen, Haslach, Rot an der Rot und Spindelwag. - Zu Ellwangen das Dorf Ellwangen, die Weiler Tristolz und Wirrenweiler, die Höfe Bär, Buckenhof, Eichen, Eichenwald, Eulental, Hafen, Hörnle, Hohenmorgen, Lindengraben, Löhlis, Mohr, Mohrenschachen, Obere Mühle, Pfaffenried, Ramsen, Sandbauer, Sonnenbauer, Umbrecht, Weißenwind, Wespel und Wolf und die Häuser Hohenhalden. - Zu Haslach das Dorf Haslach, die Weiler Buch, Eisenhalden, Kunenberg, Obermittelried, Rehm, Schachen, Schöntal, Waldeck, Weiher und Würfel (Zoller), die Höfe Ammannstonishof, Baptist, Bergbauer, Bohlis, Hamerz, Harmen, Hasjäck, Höllhof, Josenbäuerle, Käsperle (Fäßler), Maucherhof, Neuhauser, Norbert, Pfeiffer, Reute (Reuthof), Rohrmühle, Schuhjörg und Schuhmacher und die Häuser Benzen, Heimatglück und Jägerhaus. - Zu Rot an der Rot das Dorf Rot an der Rot, die Weiler Habsegg, Kreuzmühle, Mettenberg, Murrwangen, Untermittelried und Zell an der Rot, das Gehöft Verenahof und die Häuser Bärenschachen, Haldenhaus, Hammerschmiede, Jägerhaus bei Verenahof, St. Johann und Ziegelhütte. - Zu Spindelwag die Weiler Spindelwag, Berg, Boschen und Mühlberg, die Höfe Bürken, Dietenberg, Konradsweiler, Landoltsweiler, Senden und Stelle und die Häuser Emishalden und Häldele. - Schemmerhofen mit den Gemeindeteilen Alberweiler, Altheim, Aßmannshardt, Aufhofen, Ingerkingen, Langenschemmern und Schemmerberg. - Zu Alberweiler das Dorf Alberweiler und der Weiler Grafenwald. - Zu Altheim das Dorf Altheim und der Weiler Britschweiler. - Zu Aßmannshardt das Dorf Aßmannshardt und das Gehöft Mittenweiler. - Zu Aufhofen das Dorf Aufhofen, der Ort Bahnhof Langenschemmern (z. T. zur Gemarkung Langenschemmern) und der Weiler Eichelsteig (z. T. zur Gemarkung Langenschemmern). - Zu Ingerkingen das Dorf Ingerkingen. - Zu Langenschemmern das Dorf Langenschemmern, der Ort Bahnhof Langenschemmern (z. T. zur Gemarkung Aufhofen) und der Weiler Eichelsteig (z. T. zur Gemarkung Aufhofen). - Zu Schemmerberg das Dorf Schemmerberg. - Schwendi mit den Gemeindeteilen Bußmannshausen, Großschafhausen, Orsenhausen, Schönebürg, Schwendi und Sießen im Wald. - Zu Bußmannshausen das Dorf Bußmannshausen und der Weiler Kleinschafhausen. - Zu Großschafhausen das Dorf Großschafhausen. - Zu Orsenhausen das Dorf Orsenhausen und der Weiler Haderhöhe. - Zu Schönebürg das Dorf Schönebürg, die Weiler Dietenbronn, Hochdorf, Huggenlaubach und Ziegelweiler und die Häuser Kreuzberg. - Zu Schwendi das Dorf Schwendi. - Zu Sießen im Wald die Dörfer Sießen im Wald, Hörenhausen und Weihungszell, der Weiler Jetzhöfe und das Gehöft Grubach. - Seekirch mit dem Dorf Seekirch und dem Weiler Ödenahlen. - Steinhausen an der Rottum mit den Gemeindeteilen Bellamont, Rottum und Steinhausen an der Rottum. - Zu Bellamont das Dorf Bellamont, die Weiler Badhaus und Kemnat, die Höfe Angeleshof, Brandschneiderhof, Daibershof, Eyrishof, Felsenbauerhof, Franzenweber, Josestefeshof, Kappelershof, Küfers, Morizenhof, Nasemichel, Neubauer, Pfeffershof, Salenhäusle, Salenhof, Sattlershof, Schlossers, Semeshof, Soldatenhof, Speineßenhof, Strickershof, Wangershof, Zellshof und Ziegleshof und die Häuser Schweglers, Semeshäusle, Soldatenhäusle und Taubenhaus. - Zu Rottum das Dorf Rottum und die Höfe Allgayer, Floris, Griesers, Herrmann, Königs, Küchele, Küfer, Landtaler, Micheles, Niklas, Riedwanger, Schäfer, Schiele, Schultheiß, Schwaldes, Stauber, Stricker, Thomas, Weiß, Wirtles, Wirtschaft und Ziegler und die Häuser Kräutle und Weber. - Zu Steinhausen an der Rottum die Dörfer Steinhausen an der Rottum, Ehrensberg und Englisweiler, die Weiler Emishalden, Hirschbronn und Löhlis, die Höfe Angeles, Beckes, Burren, Döses, Fink, Hofmeisters, Kammerlander, Lippes, Martens, Matlacher, Petershof und Wäsele, die Kapelle St. Anna und die Häuser Geberstein, Hiller, Prinzebene, Schloßberg, Stadelhaus und Ziegelhütte. - Tannheim mit dem Dorf Tannheim, dem Ort Illerwerk II Tannheim, den Weilern Arlach, Egelsee, Haldau, Krimmel und Kronwinkel, den Höfen Baur, Melchior und Oyhof und den Häusern Jägerhaus. - Tiefenbach mit dem Dorf Tiefenbach. - Ummendorf mit den Gemeindeteilen Fischbach und Ummendorf. - Zu Fischbach das Dorf Fischbach, die Weiler Möselsberg und Rehmoos und Schloss und Gehöft Horn. - Zu Ummendorf das Dorf Ummendorf, die Weiler Buschhorn, Häusern, Ruckweg und Winkel und die Häuser Hammerschmiede. - Unlingen mit den Gemeindeteilen Dietelhofen, Göffingen, Möhringen, Uigendorf und Unlingen. - Zu Dietelhofen das Dorf Dietelhofen. - Zu Göffingen das Dorf Göffingen. - Zu Möhringen das Dorf Möhringen. - Zu Uigendorf das Dorf Uigendorf. - Zu Unlingen das Dorf Unlingen. - Uttenweiler mit den Gemeindeteilen Ahlen, Dietershausen, Dieterskirch, Oberwachingen, Offingen, Sauggart und Uttenweiler. - Zu Ahlen das Dorf Ahlen. - Zu Dietershausen das Dorf Dietershausen und der Weiler Dobel. - Zu Dieterskirch das Dorf Dieterskirch und die Höfe Herlighof und Herligmühle. - Zu Oberwachingen das Dorf Oberwachingen und der Weiler Schupfenberg. - Zu Offingen das Dorf Offingen, die Weiler Aderzhofen, Bussen und Dentingen und die Höfe Buchay und Sonnenberg. - Zu Sauggart das Dorf Sauggart. - Zu Uttenweiler das Dorf Uttenweiler, der Weiler Minderreuti und die Höfe Dettenberg und Runkenmühle. - Wain mit dem Dorf Wain, dem Weiler Auttagerhof, den Höfen Dürach, Oberbuch, Oberführbuch, Reischenhof, Unterbuch und Unterführbuch. - Warthausen mit den Gemeindeteilen Birkenhard, Höfen und Warthausen. - Zu Birkenhard das Dorf Birkenhard. - Zu Höfen die Weiler Barabein, Galmutshöfen, Herrlishöfen und Rißhöfen und das Gehöft Rappenhof. - Zu Warthausen das Dorf Warthausen, die Weiler Oberhöfen und Röhrwangen und das Schloss Schloß und Gut Warthausen. |

## Alphabetische Liste
In Fettschrift erscheinen die Orte, die namengebend für die Gemeinde sind, in Kursivschrift Einzelhäuser, Häusergruppen, Burgen, Schlösser und Höfe. Zusätzliche bestehende kleine Orte nach der Quelle www.leo-bw.de werden dort in aller Regel nicht wie in der Listengrundlage nach Weiler/Siedlung/Wohnplatz usw. differenziert, sondern einheitlich als Wohnplatz klassifiziert, dieser Ortsteiltyp wird hier entsprechend kursiviert übernommen.
| - Achstetten - Aderzhofen zu Uttenweiler - Ahlen zu Uttenweiler - Aichbühl zu Bad Schussenried - Aichmühle zu Biberach an der Riß - Aigendorf zu Attenweiler - Alberweiler zu Schemmerhofen - Alleshausen - Allgaierhof zu Eberhardzell - Allgayer zu Steinhausen an der Rottum - Allmannsweiler - Allmethofen zu Gutenzell-Hürbel - Altbellamont zu Eberhardzell - Altheim - Altheim zu Schemmerhofen - Altmessner zu Eberhardzell - Am Schorren zu Bad Schussenried - Ammannstonishof zu Rot an der Rot - Ampfelbronn zu Eberhardzell - Andelfingen zu Langenenslingen - Angeles zu Steinhausen an der Rottum - Angeleshof zu Steinhausen an der Rottum - Äpfingen zu Maselheim - Appendorf zu Hochdorf - Arlach zu Tannheim - Aspach zu Eberhardzell - Aßmannshardt zu Schemmerhofen - Attenweiler - Atzenberg zu Bad Schussenried - Aufhofen zu Schemmerhofen - Äußere Birkenharder Straße zu Biberach an der Riß - Auttagerhof zu Wain - Awengen zu Eberhardzell - Bachlangen zu Biberach an der Riß - Bad Buchau - Bad Schussenried - Badhaus zu Steinhausen an der Rottum - Bahnhof Langenschemmern zu Schemmerhofen - Bahnhof Rißtissen-Achstetten zu Achstetten - Bahnhof Schussenried zu Bad Schussenried - Bahnhof Seelenwald zu Kanzach - Bahnstock zu Oggelshausen - Balthasar zu Ochsenhausen - Baltringen zu Mietingen - Baptist zu Rot an der Rot - Bär zu Rot an der Rot - Barabein zu Warthausen - Bärenschachen zu Rot an der Rot - Bauernholz zu Langenenslingen - Baur zu Tannheim - Baustetten zu Laupheim - Bebenhaus zu Ochsenhausen - Bechingen zu Riedlingen - Bechtenrot zu Erolzheim - Beckenbauren zu Eberhardzell - Beckes zu Steinhausen an der Rottum - Bekenjokels zu Ochsenhausen - Bellamont zu Steinhausen an der Rottum - Benedikt zu Ochsenhausen - Bennes zu Ochsenhausen - Benzen zu Rot an der Rot - Benzenhaus zu Hochdorf - Berg zu Hochdorf - Berg zu Rot an der Rot - Bergbauer zu Ingoldingen - Bergbauer zu Rot an der Rot - Bergerhausen zu Biberach an der Riß - Berghof zu Langenenslingen - Bergweber zu Ochsenhausen - Berkheim - Bestlishof zu Eberhardzell - Betzenweiler - Biberach an der Riß - Bihlafingen zu Laupheim - Billafingen zu Langenenslingen - Binnrot zu Kirchdorf an der Iller - Binzwangen zu Ertingen - Birkendorf zu Biberach an der Riß - Birkenhard zu Warthausen - Birkhof zu Ingoldingen - Bischmannshausen zu Betzenweiler - Bleiche zu Dettingen an der Iller - Boflitz zu Eberhardzell - Bohlis zu Rot an der Rot - Bollsberg zu Gutenzell-Hürbel - Bonlanden zu Berkheim - Boppers zu Eberhardzell - Boschen zu Rot an der Rot - Brackenhofen zu Moosburg - Brandschneiderhof zu Steinhausen an der Rottum - Brasenberg zu Alleshausen - Braunenmoos zu Eberhardzell - Britschweiler zu Schemmerhofen - Bronnen zu Biberach an der Riß - Bronnen zu Achstetten - Bruckhof zu Bad Buchau - Buch zu Eberhardzell - Buch zu Rot an der Rot - Buchau zu Dettingen an der Iller - Buchay zu Uttenweiler - Buckenhof zu Rot an der Rot - Bühl zu Burgrieden - Burg zu Bad Schussenried - Burgau zu Dürmentingen - Bürghöfe zu Burgrieden - Burgrieden - Bürken zu Rot an der Rot - Burren zu Biberach an der Riß - Burren zu Steinhausen an der Rottum - Buschhorn zu Ummendorf - Busenberg zu Hochdorf - Bussen zu Uttenweiler - Bußmannshausen zu Schwendi - Daibershof zu Steinhausen an der Rottum - Dampfziegelhütte zu Mittelbiberach - Daugendorf zu Riedlingen - Dautenmühle zu Mittelbiberach - Decker zu Ochsenhausen - Degernau zu Ingoldingen - Dentingen zu Uttenweiler - Dettenberg zu Uttenweiler - Dietbruckmühle (Herrenmühle) zu Erolzheim - Dietelhofen zu Unlingen - Dietenberg zu Rot an der Rot - Dietenbronn zu Schwendi - Dietenwengen zu Eberhardzell - Dietershausen zu Uttenweiler - Dieterskirch zu Uttenweiler - Dinser zu Ochsenhausen - Dissenhausen zu Gutenzell-Hürbel - Dobel zu Uttenweiler - Dollhof zu Altheim - Döses zu Steinhausen an der Rottum - Dreilindenhof zu Langenenslingen - Dreyer zu Ochsenhausen - Dunzenhausen zu Bad Schussenried - Dürach zu Wain - Dürmentingen - Dürnachhof zu Laupheim - Dürnau - Dürrenwaldstetten zu Langenenslingen - Eberhardzell - Edelbeuren zu Erolzheim - Edenbachen zu Erlenmoos - Egelfingen zu Langenenslingen - Egelsee zu Tannheim - Eggelsbach zu Biberach an der Riß - Ehrensberg zu Steinhausen an der Rottum - Eichbühl zu Erlenmoos - Eichelsteig zu Schemmerhofen - Eichen zu Biberach an der Riß - Eichen zu Ochsenhausen - Eichen zu Rot an der Rot - Eichenau zu Riedlingen - Eichenberg zu Berkheim - Eichenwald zu Rot an der Rot - Eisenhalden zu Rot an der Rot - Eisighof zu Langenenslingen - Ellighofen zu Attenweiler - Ellmannsweiler zu Maselheim - Ellwangen zu Rot an der Rot - Emerfeld zu Langenenslingen - Emishalden zu Steinhausen an der Rottum - Emishalden zu Rot an der Rot - Englisweiler zu Steinhausen an der Rottum - Enhofen zu Langenenslingen - Ensmad zu Langenenslingen - Enzisweiler zu Bad Schussenried - Ergatsweiler zu Eberhardzell - Erisdorf zu Ertingen - Erlenmoos - Erolzheim - Ersing zu Ochsenhausen - Ertingen - Eulental zu Rot an der Rot - Evahof zu Eberhardzell - Eyrishof zu Steinhausen an der Rottum - Fasanenhof zu Dürmentingen - Felsenbauerhof zu Steinhausen an der Rottum - Fink zu Steinhausen an der Rottum - Fischbach zu Ummendorf - Fischerhaus zu Oggelshausen - Fischersmühle zu Riedlingen - Floris zu Steinhausen an der Rottum - Försterhaus (alt) zu Laupheim - Försterhaus (neu) zu Laupheim - Franzenweber zu Steinhausen an der Rottum - Freyberg zu Gutenzell-Hürbel - Friedingen zu Langenenslingen - Fünfhäuser zu Bad Schussenried - Füramoos zu Eberhardzell - Galmutshöfen zu Warthausen - Geberstein zu Steinhausen an der Rottum - Gebhardshof zu Langenenslingen - Geigers zu Eberhardzell - Geiselmann zu Eberhardzell - Geiwitz zu Dettingen an der Iller - Genossenschaftsmühle zu Mietingen - Gensenweiler zu Ingoldingen - Geradsweiler zu Mittelbiberach - Göffingen zu Unlingen - Goldbach zu Ochsenhausen - Goppertshofen zu Ochsenhausen - Göritz zu Eberhardzell - Gottesackerkapelle zu Gutenzell-Hürbel - Grabenmühle zu Berkheim - Grafenwald zu Schemmerhofen - Griesers zu Steinhausen an der Rottum - Grodt zu Ingoldingen - Großlaupheimer Mühle zu Laupheim - Großschafhausen zu Schwendi - Grubach zu Schwendi - Grüningen zu Riedlingen - Guntarz zu Eberhardzell - Gutenzell zu Gutenzell-Hürbel - Gutershofen zu Attenweiler - Habsegg zu Rot an der Rot - Haderhöhe zu Schwendi - Hafen zu Rot an der Rot - Hagenbuch zu Biberach an der Riß - Hagnaufurt zu Ingoldingen - Hailtingen zu Dürmentingen - Haldau zu Tannheim - Halde zu Biberach an der Riß - Häldele zu Rot an der Rot - Haldenhaus zu Rot an der Rot - Haldenkiefer zu Eberhardzell - Halders zu Ochsenhausen - Hamerz zu Rot an der Rot - Hammermühle zu Laupheim - Hammerschmiede zu Ummendorf - Hammerschmiede zu Dettingen an der Iller - Hammerschmiede zu Rot an der Rot - Hardtacker zu Gutenzell-Hürbel - Harmen zu Rot an der Rot - Harthöfe zu Laupheim - Hasjäck zu Rot an der Rot - Haslach zu Rot an der Rot - Hattenburg zu Ochsenhausen - Hauptbahnhof Laupheim-West zu Laupheim - Hausee zu Bad Buchau - Hausen ob Rusenberg zu Attenweiler - Häusern zu Ummendorf - Hebershaus zu Eberhardzell - Hedelberg zu Eberhardzell - Heggbach zu Maselheim - Heggbacher Mühle zu Maselheim - Heiligkreuztal zu Altheim - Heimatglück zu Rot an der Rot - Heines zu Eberhardzell - Heinrichsburg zu Eberhardzell - Henauhof zu Bad Buchau - Herlighof zu Uttenweiler - Herligmühle zu Uttenweiler - Herrenmühle zu Dettingen an der Iller - Herrlishöfen zu Warthausen - Herrmann zu Steinhausen an der Rottum - Hervetsweiler zu Ingoldingen - Hessenschneider zu Ochsenhausen - Hetzisweiler zu Eberhardzell - Heudorf am Bussen zu Dürmentingen - Hiller zu Steinhausen an der Rottum - Hinterweiler zu Ingoldingen - Hirschbronn zu Steinhausen an der Rottum - Hirsches (Weiherhaus) zu Ingoldingen - Hochdorf - Hochdorf zu Schwendi - Hochgeländ zu Hochdorf - Hochstetten zu Burgrieden - Hochstetter Hof zu Biberach an der Riß - Hofen zu Biberach an der Riß - Hofmeisters zu Steinhausen an der Rottum - Hohenhalden zu Rot an der Rot - Hohenmorgen zu Rot an der Rot - Höllhof zu Rot an der Rot - Höllsäge zu Ertingen - Holzmühle zu Achstetten - Hopferbach zu Bad Schussenried - Hörenhausen zu Schwendi - Horn zu Ummendorf - Hörnle zu Rot an der Rot - Hubers zu Eberhardzell - Huggenlaubach zu Schwendi - Hummertsried zu Eberhardzell - Hürbel zu Gutenzell-Hürbel - Huts zu Eberhardzell - Hüttenwerk Wilhelmshütte zu Bad Schussenried - Illerbachen zu Berkheim - Illerbacher Mühle zu Berkheim - Illerwerk II Tannheim zu Tannheim - Illerwerk IV Unterdettingen zu Dettingen an der Iller - Ingerkingen zu Schemmerhofen - Ingoldingen - Ittenhausen zu Langenenslingen - Jägerhaus zu Rot an der Rot - Jägerhaus zu Tannheim - Jägerhaus bei Verenahof zu Rot an der Rot - Jetzhöfe zu Schwendi - Jordanbad zu Biberach an der Riß - Jörgen zu Eberhardzell - Josenbäuerle zu Rot an der Rot - Joses zu Eberhardzell - Josestefeshof zu Steinhausen an der Rottum - Kammerlander zu Steinhausen an der Rottum - Kanzach - Kappel zu Bad Buchau - Kappel zu Eberhardzell - Kappelershof zu Steinhausen an der Rottum - Kaspar zu Ochsenhausen - Käsperle (Fäßler) zu Rot an der Rot - Kemnat zu Steinhausen an der Rottum - Kirchberg an der Iller - Kirchdorf an der Iller - Kleemeisterei zu Laupheim - Kleinkellmünz zu Dettingen an der Iller - Kleinschafhausen zu Schwendi - Kleinser (Übeles) zu Ochsenhausen - Kleinser (Weiherbauer) zu Ochsenhausen - Kleinwinnaden zu Bad Schussenried - Klingelrain zu Eberhardzell - Klotzenhof zu Eberhardzell - Knöbel zu Eberhardzell - Königs zu Steinhausen an der Rottum - Königshofen zu Biberach an der Riß - Konradsweiler zu Rot an der Rot - Kordes zu Ochsenhausen - Kramer zu Ochsenhausen - "Krankenhaus, Altersheim und Sanatorium" zu Bad Schussenried - Krätis zu Eberhardzell - Kräutle zu Steinhausen an der Rottum - Kreuzberg zu Schwendi - Kreuzmühle zu Rot an der Rot - Krimmel zu Tannheim - Kronwinkel zu Tannheim - Krummen zu Eberhardzell - Küchele zu Steinhausen an der Rottum - Küfer zu Steinhausen an der Rottum - Küfers zu Steinhausen an der Rottum - Kühmichel zu Ochsenhausen - Kunenberg zu Rot an der Rot - Kürnbach zu Bad Schussenried | - Laimbach zu Bad Schussenried - Landauhof zu Ertingen - Landoltsweiler zu Rot an der Rot - Landtaler zu Steinhausen an der Rottum - Langenenslingen - Längenmoos zu Eberhardzell - Längenmoos zu Ochsenhausen - Langenschemmern zu Schemmerhofen - Laubach zu Ochsenhausen - Lauhaus zu Bad Schussenried - Laupertshausen zu Maselheim - Laupheim - Leichtles zu Ochsenhausen - Letenmann zu Ochsenhausen - Linden zu Hochdorf - Lindengraben zu Rot an der Rot - Lippes zu Steinhausen an der Rottum - Lochweber zu Ochsenhausen - Löhlis zu Steinhausen an der Rottum - Löhlis zu Rot an der Rot - Lufthütte zu Bad Schussenried - Luxenweiler zu Maselheim - Mahlmühle zu Gutenzell-Hürbel - Maierhof zu Biberach an der Riß - Märbottenweiler zu Eberhardzell - Martens zu Steinhausen an der Rottum - Maschinenfabrik zu Eberhardzell - Maselheim - Matlacher zu Steinhausen an der Rottum - Maucherhof zu Rot an der Rot - Maxel zu Ochsenhausen - Maxhof zu Ochsenhausen - Melchior zu Tannheim - Menisrain zu Eberhardzell - Meßmers zu Eberhardzell - Mettenberg zu Biberach an der Riß - Mettenberg zu Rot an der Rot - Metzger zu Eberhardzell - Mezger zu Ochsenhausen - Micheles zu Steinhausen an der Rottum - Mietingen - Minderreuti zu Uttenweiler - Mittelbiberach - Mittelbuch zu Ochsenhausen - Mittelschnaitbach zu Maselheim - Mittelweiler zu Gutenzell-Hürbel - Mittenweiler zu Schemmerhofen - Mittishaus zu Eberhardzell - Mohr zu Rot an der Rot - Mohrenschachen zu Rot an der Rot - Möhringen zu Unlingen - Mönchhöfe zu Achstetten - Moosburg - Morizenhof zu Steinhausen an der Rottum - Möselsberg zu Ummendorf - Mösmühle zu Biberach an der Riß - Mühlberg zu Rot an der Rot - Mühlhausen zu Eberhardzell - Mumpfental zu Biberach an der Riß - Murrwangen zu Rot an der Rot - Muttensweiler zu Ingoldingen - Nägele zu Ochsenhausen - Nasemichel zu Steinhausen an der Rottum - Neubauer zu Ochsenhausen - Neubauer zu Steinhausen an der Rottum - Neue Welt zu Laupheim - Neufra zu Riedlingen - Neuhaus zu Betzenweiler - Neuhauser zu Eberhardzell - Neuhauser zu Rot an der Rot - Neumäder zu Eberhardzell - Niederkirch zu Laupheim - Niedernzell zu Gutenzell-Hürbel - Niklas zu Steinhausen an der Rottum - Norbert zu Rot an der Rot - Nordhofen zu Kirchberg an der Iller - Oberbauer zu Ochsenhausen - Oberbuch zu Wain - Oberdettingen zu Dettingen an der Iller - Oberdorf zu Mittelbiberach - Obere Mühle zu Langenenslingen - Obere Mühle zu Rot an der Rot - Oberessendorf zu Eberhardzell - Oberführbuch zu Wain - Oberhöfen zu Warthausen - Oberholzheim zu Achstetten - Oberhornstolz zu Eberhardzell - Obermittelried zu Rot an der Rot - Oberopfingen zu Kirchdorf an der Iller - Oberschnaitbach zu Maselheim - Oberstetten zu Erlenmoos - Obersulmetingen zu Laupheim - Oberwachingen zu Uttenweiler - Ochsenhausen - Ödenahlen zu Seekirch - Offingen zu Uttenweiler - Oggelsbeuren zu Attenweiler - Oggelshausen - Ohnhülben zu Langenenslingen - Olzreute zu Bad Schussenried - Orsenhausen zu Schwendi - Österfeld, zu Langenenslingen - Otterswang zu Bad Schussenried - Ottobeurer Hof zu Bad Buchau - Oyhof zu Tannheim - Peter zu Eberhardzell - Petershof zu Steinhausen an der Rottum - Pfaffenried zu Rot an der Rot - Pfeffershof zu Steinhausen an der Rottum - Pfeiffer zu Rot an der Rot - Pflummern zu Riedlingen - Pistre zu Langenenslingen und Hettingen, Landkreis Sigmaringen - Prinzebene zu Steinhausen an der Rottum - Pumpwerk Rissgruppe zu Biberach an der Riß - Ramsen zu Rot an der Rot - Rappenhof zu Warthausen - Rehm zu Rot an der Rot - Rehmoos zu Ummendorf - Reichenbach zu Bad Schussenried - Reichenbach bei Biberach zu Biberach an der Riß - Reinhard zu Gutenzell-Hürbel - Reinstetten zu Ochsenhausen - Reischenhof zu Wain - Reute zu Mittelbiberach - Reute (Reuthof) zu Rot an der Rot - Riedenhof zu Attenweiler - Riedlingen - Riedmühle zu Ertingen - Riedwanger zu Steinhausen an der Rottum - Rindenmoos zu Biberach an der Riß - Ringschnait zu Biberach an der Riß - Rißegg zu Biberach an der Riß - Rißhöfen zu Warthausen - Ritzenweiler zu Eberhardzell - Rohrmühle zu Rot an der Rot - Röhrwangen zu Warthausen - Rollis zu Eberhardzell - Roppertsweiler zu Bad Schussenried - Rot zu Burgrieden - Rot an der Rot - Rotöschle zu Ochsenhausen - Rottum zu Steinhausen an der Rottum - Ruckweg zu Ummendorf - Rudeshof zu Kirchdorf an der Iller - Runkenmühle zu Uttenweiler - Rupertshofen zu Attenweiler - Rusenberg zu Attenweiler - Sägemühle zu Langenenslingen - Sägmühle zu Kirchberg an der Iller - Sägmühle zu Mietingen - Sägmühle zu Gutenzell-Hürbel - Salenhäusle zu Steinhausen an der Rottum - Salenhof zu Steinhausen an der Rottum - Sandbauer zu Rot an der Rot - Sandhof zu Langenenslingen - Sattenbeuren zu Bad Schussenried - Sattlershof zu Steinhausen an der Rottum - Säue zu Ochsenhausen - Sauggart zu Uttenweiler - Schachen zu Rot an der Rot - Schadhaus zu Eberhardzell - Schäfer zu Steinhausen an der Rottum - Schammach zu Attenweiler - Scharben zu Hochdorf - Schelleneigen zu Berkheim - Schemmerberg zu Schemmerhofen - Schiele zu Steinhausen an der Rottum - Schienenhof zu Bad Schussenried - Schifferhaus zu Kirchdorf an der Iller - Schiggenmühle zu Ingoldingen - Schloß und Gut Warthausen zu Warthausen - Schloßberg zu Steinhausen an der Rottum - Schlossers zu Steinhausen an der Rottum - Schlottertal zu Biberach an der Riß - Schmidtbauer zu Ochsenhausen - Schmidtonis zu Eberhardzell - Schneiderbauer (Hummertsried) zu Eberhardzell - Schneiderbauer (Mühlhausen) zu Eberhardzell - Schneiderbenes zu Eberhardzell - Schneidermartin zu Eberhardzell - Schnellerhans zu Ochsenhausen - Schönebürg zu Schwendi - Schönenbuch zu Mittelbiberach - Schöntal zu Rot an der Rot - Schreiner zu Ochsenhausen - Schuhjörg zu Rot an der Rot - Schuhmacher zu Rot an der Rot - Schuhsimmes zu Ochsenhausen - Schulrainhof zu Ochsenhausen - Schultheiß zu Steinhausen an der Rottum - Schupfenberg zu Uttenweiler - Schussenrieder Sägmühle zu Bad Schussenried - Schwaigfurt zu Bad Schussenried - Schwaldes zu Steinhausen an der Rottum - Schweglers zu Steinhausen an der Rottum - Schweinhausen zu Hochdorf - Schwendi - Seekirch - Seelenhof zu Kanzach - Semeshäusle zu Steinhausen an der Rottum - Semeshof zu Steinhausen an der Rottum - Senden zu Rot an der Rot - Sennhof zu Bad Schussenried - Siechberghof zu Ochsenhausen - Sießen im Wald zu Schwendi - Simis zu Eberhardzell - Simmers zu Eberhardzell - Simmisweiler zu Gutenzell-Hürbel - Sinningen zu Kirchberg an der Iller - Soldatenhäusle zu Steinhausen an der Rottum - Soldatenhof zu Steinhausen an der Rottum - Sommershausen (Ochsenhausen) zu Ochsenhausen - Sonnenbauer zu Rot an der Rot - Sonnenberg zu Uttenweiler - Sonnenhof zu Eberhardzell - Speineßenhof zu Steinhausen an der Rottum - Spindelwag zu Rot an der Rot - St. Angelus zu Kirchdorf an der Iller - St. Anna zu Steinhausen an der Rottum - St. Johann zu Rot an der Rot - St. Martin zu Bad Schussenried - St.-Anna-Hof zu Ochsenhausen - Stadelhaus zu Steinhausen an der Rottum - Stadelhof zu Ingoldingen - Stafflangen zu Biberach an der Riß - Stauber zu Steinhausen an der Rottum - Steinenfurtmühle zu Ingoldingen - Steinhausen zu Bad Schussenried - Steinhausen an der Rottum - Steinhauser zu Ochsenhausen - Stelle zu Rot an der Rot - Stephan zu Eberhardzell - Stetten zu Achstetten - Stiller Grund zu Ertingen - Stockland zu Biberach an der Riß - Straub zu Eberhardzell - Streitberg zu Biberach an der Riß - Stricker zu Steinhausen an der Rottum - Strickershof zu Steinhausen an der Rottum - Sulmingen zu Maselheim - Süßer Winkel zu Eberhardzell - Talhof zu Ochsenhausen - Tannheim - Taubenhaus zu Steinhausen an der Rottum - Teichbauer zu Ochsenhausen - Teuses zu Eberhardzell - Thomas zu Steinhausen an der Rottum - Tiefenbach - Torfwerk zu Bad Schussenried - Tristolz zu Rot an der Rot - Übeles zu Ochsenhausen - Uigendorf zu Unlingen - Umbrecht zu Rot an der Rot - Ummendorf - Unlingen - Unterbuch zu Wain - Unterdettingen zu Dettingen an der Iller - Unteressendorf zu Hochdorf - Unterführbuch zu Wain - Unterholzheim zu Achstetten - Unterhornstolz zu Eberhardzell - Untermittelried zu Rot an der Rot - Unteropfingen zu Kirchdorf an der Iller - Unterschnaitbach zu Maselheim - Untersulmetingen zu Laupheim - Uttenweiler - Venis zu Eberhardzell - Venusberg zu Hochdorf - Venusmühle zu Dettingen an der Iller - Verenahof zu Rot an der Rot - Vogelhof zu Attenweiler - Voggen zu Eberhardzell - Voggenreute zu Ingoldingen - Vöhringer Hof zu Riedlingen - Vollochhof (Obervolloch) zu Kanzach - Vollochmühlen (Untervolloch) zu Kanzach - Wachter zu Ochsenhausen - Wächter zu Eberhardzell - Wagenhalden zu Eberhardzell - Waibel zu Eberhardzell - Wain - Waldeck zu Rot an der Rot - Waldhausen zu Altheim - Waldenhofen zu Kirchdorf an der Iller - Waldhofen zu Mittelbiberach - Walpertshofen zu Mietingen - Wangershof zu Steinhausen an der Rottum - Warmtal zu Langenenslingen - Warthausen - Wäscherhaus zu Eberhardzell - Wäsele zu Steinhausen an der Rottum - Wasenburg zu Ochsenhausen - Wattenweiler zu Ingoldingen - Weber zu Steinhausen an der Rottum - Weiher zu Rot an der Rot - Weiherbauer zu Ochsenhausen - Weiherhaus zu Eberhardzell - Weiherhaus zu Eberhardzell - Weiherhaus zu Ochsenhausen - Weiherhäusle zu Hochdorf - Weihersägmühle zu Bad Schussenried - Weihungszell zu Schwendi - Weiler zu Eberhardzell - Weiß zu Steinhausen an der Rottum - Weiße zu Ochsenhausen - Weißenwind zu Rot an der Rot - Weiten zu Eberhardzell - Weitenbühl zu Gutenzell-Hürbel - Wendelinusgrube zu Laupheim - Wennedach zu Ochsenhausen - Werte zu Kirchberg an der Iller - Wespel zu Rot an der Rot - Westerflach zu Laupheim - Wettenberg zu Hochdorf - Wiesbauer zu Kirchdorf an der Iller - Wildes Ried zu Ingoldingen - Wilflingen zu Langenenslingen - Wilhelmshof zu Maselheim - Willenhofen zu Attenweiler - Winkel zu Ummendorf - Winterreute zu Biberach an der Riß - Winterstettendorf zu Ingoldingen - Winterstettenstadt zu Ingoldingen - Wirrenweiler zu Rot an der Rot - Wirtles zu Steinhausen an der Rottum - Wirtschaft zu Steinhausen an der Rottum - Wolf zu Rot an der Rot - Wolfahrtsmühle zu Betzenweiler - Wolfentalmühle zu Biberach an der Riß - Wolfes zu Ochsenhausen - Würfel (Zoller) zu Rot an der Rot - Zell zu Riedlingen - Zell an der Rot zu Rot an der Rot - Zeller zu Eberhardzell - Zeller Hof zu Bad Schussenried - Zeller Tal zu Eberhardzell - Zellshof zu Steinhausen an der Rottum - Ziegelei zu Ingoldingen - Ziegelhof zu Maselheim - Ziegelhof zu Kirchberg an der Iller - Ziegelhütte zu Biberach an der Riß - Ziegelhütte zu Eberhardzell - Ziegelhütte zu Mittelbiberach - Ziegelhütte zu Ochsenhausen - Ziegelhütte zu Steinhausen an der Rottum - Ziegelhütte zu Rot an der Rot - Ziegelstadel zu Ochsenhausen - Ziegelweiler zu Schwendi - Ziegler zu Steinhausen an der Rottum - Ziegleshof zu Steinhausen an der Rottum - Zillishausen zu Gutenzell-Hürbel - Zollhauser Mühle zu Riedlingen - Zuben zu Eberhardzell - Zum Stein zu Maselheim - Zur Sägmühle zu Maselheim - Zweifelsberg zu Mittelbiberach - Zwiefaltendorf zu Riedlingen |